# John R. Dallager

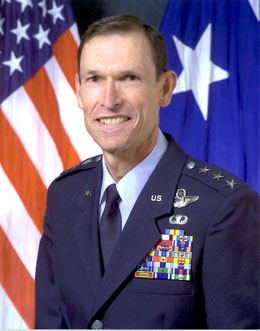
John R. Dallager

John Rives Dallager (* 4. März 1947) ist ein pensionierter Generalmajor der United States Air Force, der den Rang eines Generalleutnants erreichte, später aber um einen Grad degradiert wurde. Er war unter anderem Kommandeur (Superintendent) der United States Air Force Academy.

## Leben
Im Jahr 1969 absolvierte John Dallager die United States Air Force Academy in Colorado Springs. Nach seiner Graduation wurde er als Leutnant in das Offizierskorps der Air Force aufgenommen. In der Folge durchlief er alle Offiziersgrade vom Leutnant bis zum Drei-Sterne-General.
Im Lauf seiner militärischen Karriere absolvierte er verschiedene Kurse und Schulungen. Dazu gehörten unter anderem eine Ausbildung zum Kampfpiloten und weitere Fortbildungskurse als Pilot neuer Flugzeugtypen; das Air Command and Staff College; die National Defense University und das United States Army War College in Carlisle in Pennsylvania. Außerdem erhielt er einen akademischen Grad von der Troy University.
In seinen frühen Jahren als Offizier der Luftwaffe war er an verschiedenen Stützpunkten in den Vereinigten Staaten stationiert. Dabei war er als Pilot, Flugausbilder oder Stabsoffizier bei unterschiedlichen Einheiten tätig. Dazwischen absolvierte er die erwähnten Schulungen. Zwischen April 1971 und April 1972 war er in Thailand stationiert, von wo aus er als Kampfpilot am Vietnamkrieg teilnahm. Nach zwischenzeitlich anderen Verwendungen in den Vereinigten Staaten wurde Dallager im Dezember 1976 nach Deutschland versetzt. Bis zum November 1977 war er in Gelnhausen Stabsoffizier bei der 601st Tactical Air Support Group. Anschließend war er bis zum Dezember 1979 auf der Sembach Air Base Lehrer an der dortigen Air and Ground Operations School der Air Force. Danach setzte er seine Laufbahn in den Vereinigten Staaten fort.
Zwischen Februar 1990 und August 1991 war John Dallager als Oberst stellvertretender Kommandeur des 354. Taktischen Kampfgeschwaders (354th Tactical Fighter Wing), das auf der Myrtle Beach Air Force Base in South Carolina ansässig war. Danach war er bis zum Juli 1992 Oberbefehlshaber dieses Geschwaders. Daran schloss sich eine Versetzung zum United States Central Command auf der MacDill Air Force Base in Florida an. Zwischen Juli 1992 und Januar 1994 gehörte er der Stabsabteilung für Logistik dieses Commands an, deren Leitung er dann übernahm.
Es folgte eine Rückkehr nach Deutschland. Auf der Spangdahlem Air Base übernahm er im Januar 1994 das Kommando über das 52. Kampfgeschwader (52nd Fighter Wing), das er bis zum April 1996 innehatte. Daran schloss sich eine Versetzung zur Pazifikinsel Guam an. Zwischen April 1996 und August 1998 hatte er dort den Oberbefehl über die 13. Luftflotte. Danach wurde er Stabsoffizier im NATO-Hauptquartier in Belgien. Dort war er in den Abteilungen für Operationen und Logistik mit den militärischen Aktivitäten in Bosnien und im Kosovo befasst. Diese Aufgabe nahm er bis zum Juni 2000 wahr.
Sein letzter Auftrag führte ihn nach Colorado zur United States Air Force Academy. Am 9. Juni 2000 übernahm er dort in der Nachfolge von Tad J. Oelstrom als Superintendent die Leitung dieser Ausbildungsstätte. Dieses Amt bekleidete er bis zum 10. April 2003, als John A. Weida seine kommissarische Nachfolge antrat. Während seiner Zeit als Superintendent kam es zu massiven sexuellen Übergriffen an der Akademie. Viele Frauen beklagten sich über dort zunehmende sexuelle Gewalt bis hin zu Vergewaltigungen. Es folgten mehrere Untersuchungen. Als Ergebnis wurde der Leitung der Akademie Unfähigkeit vorgeworfen, diesen Missständen Einhalt zu gebieten. Dallager und drei weitere leitende Offiziere wurden ihrer Posten enthoben. Er wurde um einen Rang zum Generalmajor zurückgestuft und zum 1. September 2003 pensioniert.
Während seiner aktiven Zeit als Militärpilot absolvierte er über 2900 Flugstunden auf verschiedenen Flugzeugtypen.

## Daten der Beförderungen
| Abzeichen | Rang               | Jahr                                           |
| --------- | ------------------ | ---------------------------------------------- |
|           | Second Lieutenant  | 4. Juni 1969                                   |
|           | First Lieutenant   | 4. Dezember 1970                               |
|           | Captain            | 4. Juni 1972                                   |
|           | Major              | 1. Dezember 1980                               |
|           | Lieutenant Colonel | 1. März 1984                                   |
|           | Colonel            | 1. Juli 1988                                   |
|           | Brigadier General  | 15. Juli 1994                                  |
|           | Major General      | 1. Januar 1997                                 |
|           | Lieutenant General | 1. August 2000 (Im Jahr 2003 wieder aberkannt) |

## Orden und Auszeichnungen
John Dallager erhielt im Lauf seiner militärischen Laufbahn unter anderem folgende Auszeichnungen:
- Defense Distinguished Service Medal
- Air Force Distinguished Service Medal
- Defense Superior Service Medal
- Legion of Merit
- Distinguished Flying Cross
- Air Medal
- Air Force Commendation Medal
- Air Force Achievement Medal
- Meritorious Service Medal
- Vietnam Service Medal
- Gallantry Cross (Südvietnam)
- Vietnam Campaign Medal (Südvietnam)